# Ramon Alturo i Lloan
Ramon Alturo i Lloan (Durro, Alta Ribagorça, 15 d'abril de 1955) és un polític, enginyer i mestre català, senador per Lleida en la IX, X i XI legislatures.

## Biografia
Es llicencià en enginyeria tècnica a la Universitat de Barcelona. Es va dedicar des de 1978 a la docència com a professor d'ensenyament secundari, arribant a director del IES Guindàvols de Lleida. Entre 2000 i 2003 va ser delegat dels Serveis Territorials d'Ensenyament a Lleida. Entre 2006 i 2008 fou president de Convergència Democràtica de Catalunya a Lleida. A les eleccions generals espanyoles de 2008 fou escollit senador per la província de Lleida i fou reescollit com a senador a les eleccions generals espanyoles de 2011. Ha estat portaveu de la Comissió d'Economia i Competitivitat i de la Comissió d'Educació i Esport.